# 도쿄 잔혹 학교
도쿄 잔혹 학교(일본어: 学校裏サイト, Tokyo Gore School)는 일본에서 제작된 후쿠다 요헤이 감독의 2009년 공포, 서스펜스 영화이다. 타로 마사토 등이 주연으로 출연하였고 우에노 쿄스케 등이 제작에 참여하였다.

## 출연

### 주연
- 타로 마사토
- 이마이 타카후미

### 조연
- 이토기 켄타
- 카타오카 신와
- 쿠로다 코헤이
- 마치다 시온
- 마츠다 쇼이치
- 미키야
- 미즈노 마사노리
- 미즈사와 나코
- 사카모토 마코토
- 시라이시 슌야
- 야스다 소타로
- 야마다 유스케